# Harriet Taylorová Millová
Harriet Taylorová Millová, rodným jménem Harriet Hardyová (8. října 1807 Londýn – 3. listopadu 1858 Avignon), byla britská filozofka.
V osmnácti letech se provdala za Johna Taylora (1796–1849) s nímž měla tři děti: Herberta, Algernona a Helen, která byla rovněž bojovnicí za práva žen.
Jejím druhým manželem byl John Stuart Mill. Spojoval je jejich zájem o filozofii a umění. Určit skutečný rozsah díla Harriet Taylorové Millové a pokusit se o jeho hodnocení je ve velké míře ztíženo i z toho důvodu, že její vztah s J. S. Millem byl velmi blízký a dvojice trávila mnoho času při společných diskusích. Sám Mill ve své autobiografii připisoval mnohé z myšlenek, které uveřejňoval ve svých dílech, právě své manželce Harriet, přesto tímto odkazem je problematika původu myšlenek, které byly zveřejněny pod jménem J. S. Milla velmi aktuálním tématem různých polemik.
Mimo jiné je autorkou díla The Subjection of Women, ve kterém vysvětluje důležitost účasti žen na veřejném politickém životě.